# Deltagande förband i Warszawaupproret
Deltagande förband i slaget om Warszawaupproret är en lista över de militära enheter som deltog i Warszawaupproret 1944, inklusive den Polska Hemarmén. Slagordningen följer i huvudsak denna mall:
- Armékår
  - Division
    - Regemente eller Brigad

## Tysk slagordning

### Stridsgrupp Reinefarth 5 augusti
- 1 bataljon med 2 kompanier (förmodligen fanjunkare från Poznan): 292 man
- 1 bataljon ur SS-regementet Dirlewanger: 365 man
- 2 kompanier (azerbajdzjanier) ur II. bataljonen/regementet Bergmann: 228 man
- 2½ motoriserade poliskompanier: 341 man
- 1 militärpoliskompani: 155 man
- 1 SS-kompani: 116 man
- 1 förstärkt regemente ur Kaminskibrigaden: 1 700 man
- Fältdepåbataljonen Hermann Göring: ? man
- Totalt 3 997 man

### Stridsgrupp Reinefarth 6 augusti
- Anfallsgrupp Syd
  - 1 kosackregemente ur Kaminskibrigaden
    - med fyra stridsvagnar av typ T-34 samt en rysk stormkanonvagn

- Anfallsgrupp Center
  - Del A
    - 2 bataljoner ur SS-regementet Dirlewanger
      - med fyra pansarvärnskanonvagnar och en pansarvärnskanon

  - Del B
    - 1 poliskompani från Poznan
    - 1 poliskompani från Łódź
    - 1 motoriserat militärpoliskompani från Weichselstädt
    - 1 motoriserat militärpoliskompani från Pabianice
    - 1 kompani från militärpolisskolan i Weichselstädt

- Anfallsgrupp Nord
  - 2 skyttekompanier
  - 1 tungt kompani
  - 1 kompani från SS-officersskolan i Braunschweig

- Reserver
  - 608. bevakningsregementet
  - Fältdepåbataljonen Hermann Göring
  - 6 militärpoliskompanier

- På väg
  - SS-brigaden Siegling

### Upprorsbekämpande förband 20 augusti
Exklusive förband ur 9. armén.
- Anfallgruppering Rohr
  - Försvarsavdelning D
  - Kaminskibrigagens 1. regemente
  - 627. ingenjörsbataljonen
  - del av 500. pansaringenjörsbataljonen
  - del av 80. luftvärnregementet
  - 3. bataljonen ur SS-Wikings luftvärnsregemente
  - Totalt 90 officerare och 6 161 man

- Anfallsgruppering Reinefarth
  - Stridsgruppen Dirlewanger
    - SS-regementet Dirlewanger
    - II. och IV. bataljonen ur den polisiära insatsstyrkan Walter
    - I. och II. bataljonen ur 111. (azerbajdzjanska) regementet
    - IV. kulsprutebataljonen ur 111. (azerbajdzjanska) regementet
    - del av 80. luftvärnsregementet
    - del av eldkastarbataljonen Kroner
    - Totalt 29 officerare och 1 939 man

  - Stridsgruppen Reck
    - 1 pansarvärnspluton
    - 3 pansargrenadjärkompanier
    - 1 kavalleripluton
    - 1 (azerbajdzjansk) ingenjörspluton
    - I. och VI. bataljonen ur den polisiära insatsstyrkan Walter
    - SS-kulspruteplutonen Röntgen
    - Poliskompaniet Warschau
    - del av eldkastarbataljonen Kroner
    - Totalt 21 officerare och 1 559 man

  - Stridsgruppen Schmidt
    - 608:e bevakningsregementet (underhålls-(?))
    - Grenadjärbataljonen Benthin
    - Polisbataljonen Burkhardt
    - 2 plutoner ur 111:e (azerbajdzjanska) regementet
    - del av eldkastarbataljonen Kroner
    - Pansartåg 75
    - Totalt 38 officerare och 1 514 man

  - Reserver A
    - 200. stormkanondetachementet
    - 302. pansardetachementet
    - Stormingenjörregementet Herzog
    - del av 500. pansaringenjörsbataljonen
    - 218. stormpansarkompaniet
    - 638. tunga kanonbatteriet
    - 3. kompaniet ur 21. polisbataljonen Sarnow
    - del av eldkastarbataljonen Kroner
    - Totalt 51 officerare och 1 999 man

  - Reserver B
    - del av 21. polisbataljonen Sarnow
    - 3. bataljonen ur den polisiära insatsstyrkan Walter
    - 1. plutonen ur SS-kompaniet Röntgen
    - 4. kosackdetachementet ur 57. underhållsregementet
    - 69. kosackbataljonen
    - 572. kosackbataljonen
    - Totalt 60 officerare och 3 524 man

  - Övrigt
    - 501. pansaringenjörsbataljonen
    - 579. kosackdetachementet
    - 580. kosackdetachementet
    - Totalt ? officerare och ? man

## Polska Hemarmén - Armia Krajowa

### 1 augusti - 20 september 1944
- Enheter under centralt kommando
  - Parasol - (Parasoll)
  - Baszta - (Bastionen)
  - Sokól - (Falken)
  - Zośka  - (Fia)
  - Krybar
  - Czata 49 - (Utpost 49)
  - Ryś - (Lodjur)
  - Broda 53 - (Skägg 53)
  - Topolnicki
  - Dysk - (Diskus)
  - Miotla - (Kvasten)
  - Pięść -(Näven)

- Distrikt I - centrum. Befälhavare: överste "Radawan"
  - Chrobry I
  - Chrobry II
  - Sienkewicz
  - Rum
  - Gurt
  - Bartkiewicz
  - Róg (Hornet)
  - Kiliński
  - Konrad
  - Unia (Unionen)
  - Elektrownia (Elverket)
  - Sarna (Rådjur)
  - Golski
  - Bogumil
  - Piorun (Åskviggen)
  - Kryśka (Stina)